# 宿野 (能勢町)
宿野（しゅくの）は、大阪府豊能郡能勢町にある地名。

## 地理
能勢町の北部に位置する。東は倉垣・山内、南は大里・下田尻、西は山辺、北は京都府亀岡市畑野町土ケ畑・畑野町広野・畑野町千ケ畑に接する。

### 河川
- 大路次川

## 歴史

### 沿革
- 江戸期 - 摂津国能勢郡に宿野村が所在。弘化元年（1844年）以降高槻藩永井氏預地。
- 1871年（明治4年）、大阪府の所属となる。
- 1889年（明治22年）、町村制の施行により、西郷村の大字となる[5]。
- 1896年（明治29年）、郡の統廃合により、豊能郡の所属となる。
- 1931年（昭和6年）、西郷村が枳根荘村と合併。新設の昭和村の一部となる。
- 1932年（昭和7年）、昭和村が西能勢村と改称。
- 1956年（昭和31年）、西能勢村が歌垣村・田尻村と合併。新設の能勢町の一部となる。

## 世帯数と人口
2025年（令和7年）6月30日現在の世帯数と人口は以下の通りである。
| 町・字 | 世帯数  | 人口    |
| ------ | ------- | ------- |
| 宿野   | 757世帯 | 1,407人 |

### 人口の変遷
国勢調査による人口の推移。
| 1995年（平成7年）  | 2,176人 | [ 6 ]  |  |
| 2000年（平成12年） | 2,310人 | [ 7 ]  |  |
| 2005年（平成17年） | 2,018人 | [ 8 ]  |  |
| 2010年（平成22年） | 1,827人 | [ 9 ]  |  |
| 2015年（平成27年） | 1,581人 | [ 10 ] |  |
| 2020年（令和2年）  | 1,387人 | [ 11 ] |  |

### 世帯数の変遷
国勢調査による世帯数の推移。
| 1995年（平成7年）  | 590世帯 | [ 6 ]  |  |
| 2000年（平成12年） | 684世帯 | [ 7 ]  |  |
| 2005年（平成17年） | 641世帯 | [ 8 ]  |  |
| 2010年（平成22年） | 651世帯 | [ 9 ]  |  |
| 2015年（平成27年） | 623世帯 | [ 10 ] |  |
| 2020年（令和2年）  | 636世帯 | [ 11 ] |  |

## 学区
町立小・中学校に通う場合、学区は以下の通りとなる。
| 番地 | 小学校                   | 中学校                   |
| ---- | ------------------------ | ------------------------ |
| 全域 | 能勢町立能勢ささゆり学園 | 能勢町立能勢ささゆり学園 |

## 事業所
2021年（令和3年）現在の経済センサス調査による事業所数と従業員数は以下の通りである。
| 町・字 | 事業所数 | 従業員数 |
| ------ | -------- | -------- |
| 宿野   | 50事業所 | 509人    |

## 交通

### バス
2025年6月現在
- 阪急バス[13]
能勢町宿野 - 中宿野 - 拝原 - 高村 - 才の神 - 豆柏 - 上宿野 - 石船 - 川床 - 平石 - 豊中センター前

### 道路
- 大阪府道54号園部能勢線
- 大阪府道104号宿野下田線
- 大阪府道732号亀岡能勢線

## 施設
- 能勢町役場
- 豊能警察署 宿野駐在所
- 豊中市消防局 北消防署 能勢町分署
- 淨るりシアター
- JA能勢営農経済センター
- 桂林寺
- 宝林寺
- 常慶寺
- 西方寺
- 久佐々神社

## 郵便
- 郵便番号：563-0341[3]（集配局：西能勢郵便局[14]）。

## ギャラリー

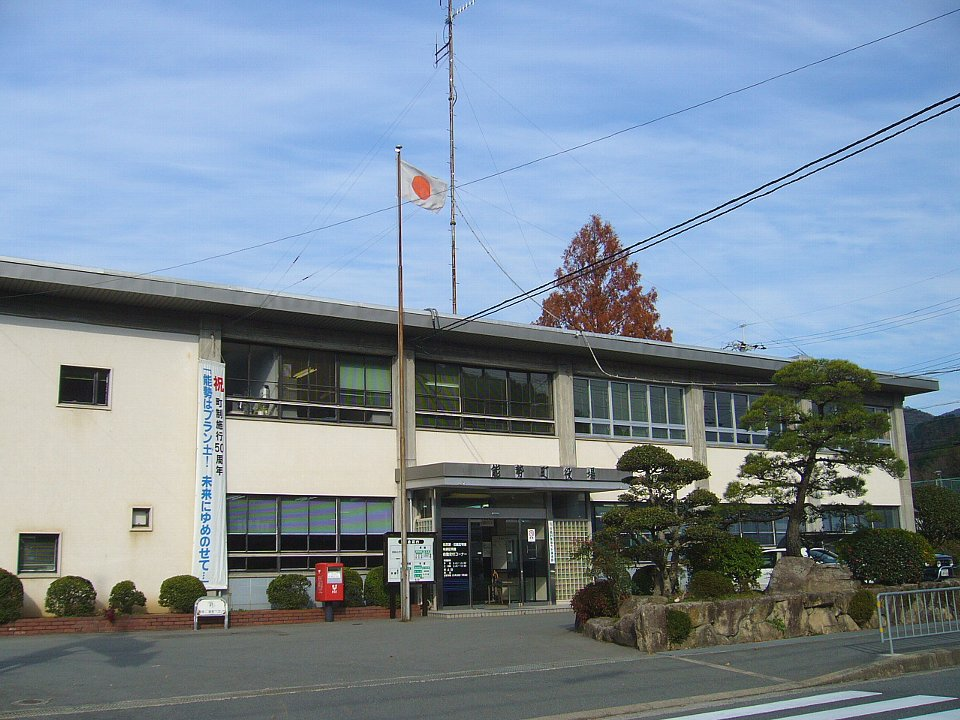
能勢町役場

### 註釈
1. ↑  義務教育学校